# Тетіївська ратуша
Тетіївська ратуша — будинок міського магістрату в місті Тетіїв. Ратуша не збереглася.

## Розташування
Ратуша знаходилась на центральній площі міста  Тетіїв.

## Історія

Загальний вигляд

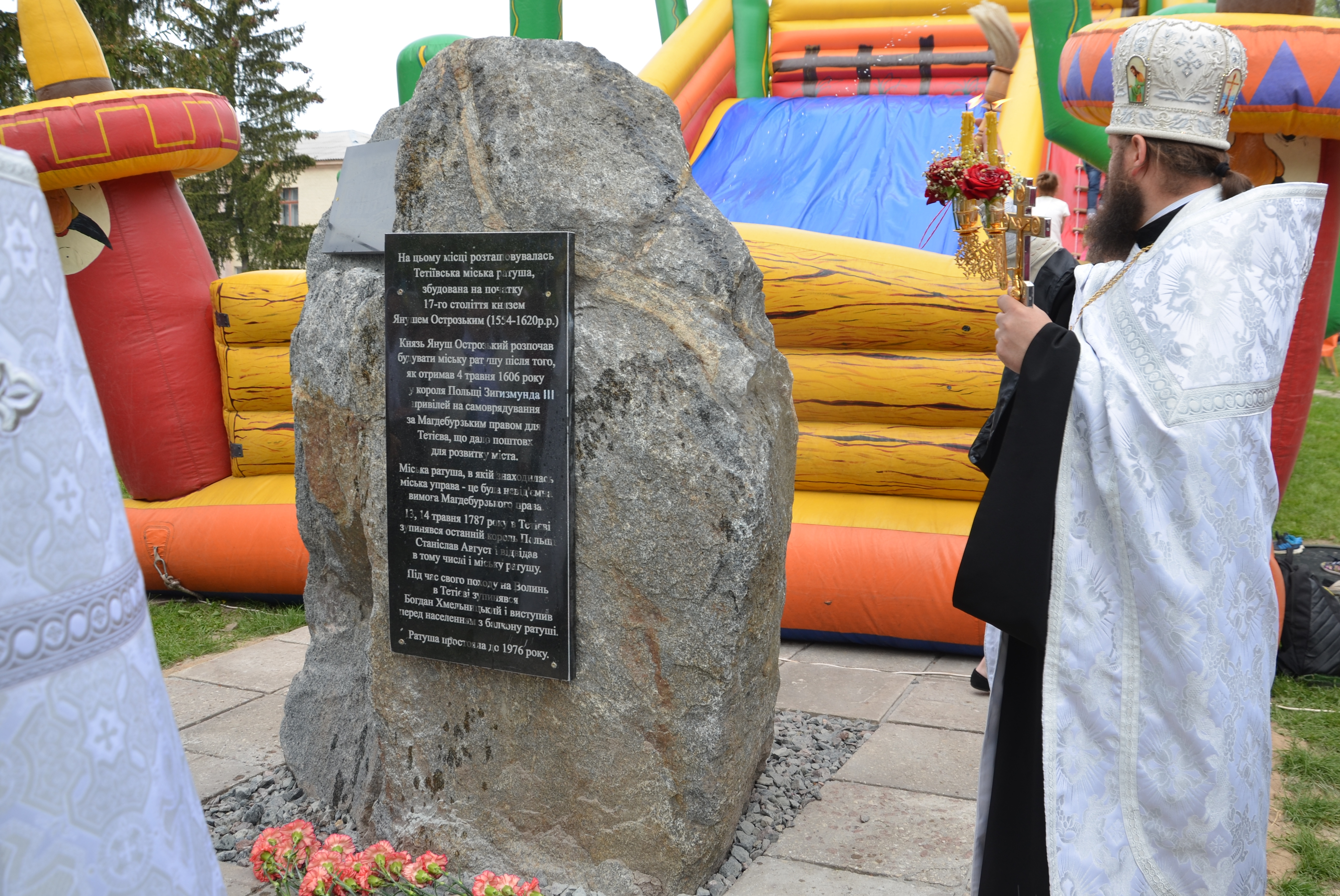
Пам'ятний знак на місці Тетіївської ратуші

Ратуша збудована у 1628 р. після отримання містом магдебурзького права у 1606 року. 
Під час свого походу на Волинь у Тетієві зупинявся Богдан Хмельницький і виступав перед населенням з балкону ратуші. 
До 1905 року в приміщені ратуші на першому поверсі розташовувались 5 крамниць, які орендували заможні євреї, а на другому поверсі розміщувалися приміщення для мирового судді й станового приставу. 
У 1920 р. під час пожежі дерев'яна тераса з північного боку згоріла. 
Ратуша простояла до 1976 року, після чого була розібрана через аварійний стан.
2 травня 2016 року на місці ратуші встановлено пам'ятний знак.

## Архітектура
Тетіївська ратуша була мурована двоповерхова, квадратна у плані споруда зі стінами завтовшки 60 см. Вона була обнесена з чотирьох боків двоповерховою терасою з двома сходинками, вхід знаходився з південного боку.